# Arturo Philip
Arturo Philip (La Plata, 22 de febrero de 1948 - Ploërmel, Francia, 31 de octubre de 2015) fue un médico psiquiatra. El Dr. Philip fue precursor de la  etnopsiquiatría en Argentina, y precursor de la experiencia de hospital psiquiátrico como sistema abierto. Entre los años 1980 a 1988, siendo director del Neuropsiquiátrico de Carmen de Patagones, el Dr Philip implementó el sistema de comunidad terapéutica y de "puertas abiertas", e incorporó una machi, Dominga Ñancufil
 al equipo del hospital. Su carrera estuvo centrada en el estudio de la Identidad y su relación con la Salud Mental
.

## Biografía
Arturo Alfredo Philip nació en la ciudad de La Plata en 1948. Cursó sus estudios primarios y secundarios en el Colegio San Luis de La Plata de la congregación francesa de Marcelino Champagnat, y estudió francés en la Alianza Francesa de La Plata. En esa ciudad jugó al Rugby tanto para el Club San Luis como para su rival el Club Los Tilos. Estudió medicina en la Universidad Nacional de La Plata y fue el primer psiquiatra que obtuviera el título de esa especialidad otorgado por el Colegio Médico de la Provincia de Buenos Aires en 1975.
Desde 1975 hasta 1988 trabajó en la región de Viedma y Carmen de Patagones, en ese período fue vicepresidente del Colegio Médico Zona Atlántica, profesor de la Universidad Nacional del Comahue, docente del Instituto de Formación Docente, socio fundador de la Clínica Viedma y desde 1980 director del Hospital Neuropsiquiátrico de Carmen de Patagones. Fue responsable del capítulo de Etnopsiquiatría de la Asociación de Psiquiatras Argentinos y miembro de la Asociación Internacional de Etnopsicoanálisis.
Entre los años 1988-1992 retorna a la ciudad de La Plata donde coordinó una comunidad universitaria y fue principal integrante de la Fundación Tierra Firme, entidad que contuvo su tarea de esos años y la traslada a suelo europeo, comenzando con España donde se presenta la obra teatral de su autoría "La devolución americana" en la Feria Internacional de Sevilla y en la ciudad de Valencia.
Permanece varios años en Europa donde recorre los sitios originales de sus cuatro abuelos.
En el año 1997 retorna a la Argentina para hacerse cargo del área de Docencia e Investigación del Hospital Municipal de Carmen de Patagones, labor que cumple hasta su retiro en el año 2008.
Los últimos años de su vida los consagra principalmente al teatro, presentando sus obras de teatro en la Bretagne francesa como "Chez Victorine"  en la Chapelle bleue, "Deux Ploërmelais à Buenos Aires", "Toute la vérité sur la mort de William Wilson" y "Estampas Argentinas"  a la literatura, escribiendo "El hospital bizarro", " Iatrogenia" y "El estrafalario doctor Ploujamais". Libros publicados en Francia y en Argentina.
El doctor Philip se trasladó con su familia definitivamente a Ploërmel, localidad francesa donde había nacido su bisabuela materna, y allí fallece en 2015 a la edad de 67 años.

## Su trabajo
El Doctor Philip instaló por primera vez en Argentina un sistema de hospital abierto comparable en todo punto a la experiencia llevada a cabo en Italia por el psiquiatra Franco Basaglia donde los pacientes podían salir libremente del hospital, realizar tareas en la comunidad, trabajar y visitar sus familias.
El Dr Philip fue también responsable de la implementación de la Ronda Sanitaria dentro del marco de la denominada Atención Primaria en Salud, destinada a la Prevención y a la detección precoz de patologías en toda el área del partido de Patagones. 
Con la vuelta a la democracia en 1983, realizó el docu-argumental "La Puerta Abierta" el cual muestra la vida de los pacientes en el seno de la comunidad terapéutica, a través del testimonio de los mismos. Dicha tarea innovadora para la época, valió el Primer Premio a la Mejor labor institucional de Argentina otorgado por la Asociación de Psiquiatras Argentinos, en el Congreso de la especialidad en la ciudad de Tucumán en el año 1986.

## Sus obras

### Libros
- FranceVille: La ciudad maldita (1992), Fundación Transcultural Americana Tierra Firme. Buenos Aires, Argentina. 1992.

- La Curación Chamánica (1994), Editorial Planeta, Colección Nueva Conciencia. Buenos Aires, Argentina. 1994.

- Victorine Fablet (2004), Association Culturelle Franco – Argentine. Buenos Aires, Argentina, 2004.

- El Hospital Bizarro (2008), Editorial De los Quatro Vientos. Buenos Aires, Argentina,, 2008.

- Iatrogenia (2012), Editorial Dunkan. Buenos Aires, Argentina,, 2012.

- El estrafalario doctor Ploujamais (2013), Editorial Dunkan. Buenos Aires, Argentina,, 2012.

### Obras de teatro
- Paula y ustedes (1978)

- Doña Josefa (1979)

- El hospital Bizarro (1987) interpretada por pacientes y presentada en Buenos Aires, Argentina.

- Mi otra familia (1989)

- La devolución americana (1992) presentada en Expo Sevilla, España.

- Chez Victorine (2005) presentada en la Chapelle Bleue, Ploërmel, Francia.

- Deux ploërmelais à Buenos Aires (2012)

- Toute la vérité sur la mort de William Wilson (2014) Presentada en la Chapelle Bleue, Ploërmel, Francia.

- Estampas Argentinas (2014) presentada en el Pass Temps, Malestroit, Francia.

### Documentales
- Déjà Vu (1995). Producciones de Aquí y de Allá. Argentina - Copyright 1995.

- Galicia Profunda (1996). Producción: Televisión Municipal de Ponteareas, Galicia, España y Producciones de Aquí y de Allá. Argentina. Copyright 1996.

- Ciao Diego (1996, codirector). Producción: Zenit Arti Audiovisive, Turin, Italie. Producciones de Aquí y de Allá. Argentina. Copyright 1996.

- Les artistes du Sacré Coeur (1998). Producción: Argentine à Paris. Copyright 1998.